# 8 Years of Blood, Sake, and Tears: The Best of Sum 41
Vous venez d’apposer le modèle de débat d'admissibilité.
Avant toute chose, veuillez créer la page de débat correspondante en cliquant ici.
- Une fois la page de vote initialisée, rafraîchissez cette page, et le bandeau prendra son aspect définitif.
- Si votre débat d'admissibilité est groupé (le motif et l’argumentation doivent être les mêmes), modifiez cette page pour ajouter au modèle le paramètre « cat » suivi du nom de la page de discussion de l’article pour lequel la page de débat existe déjà (ex. : cat=Discussion:Nom_de_l'autre_article). Ensuite, suivez les nouvelles instructions qui apparaissent.
- Vous pouvez également utiliser le paramètre « type » pour faciliter l’accès aux critères d’admissibilité. Exemple : {{suppression|type=mot-clé}}. Liste des mots-clés existants : fiction, musique, art visuel, fanzine, jeu de société, porno, sportif, association, enseignement, société, site web, route, nombre, (Liste complète ici).

| 1. | Créez la page de débat d'admissibilité.                                                                      | Sauvegardez d’abord la page pour l’initialiser puis indiquez votre motivation.                                               |
| 2. | Important : ajoutez une entrée dans la section Débat d'admissibilité du jour.                                | Utilisez ce texte : *{{L\|8 Years of Blood, Sake, and Tears: The Best of Sum 41}}                                            |
| 3. | Pensez à informer les contributeurs principaux de la page et les projets associés lorsque cela est possible. | Utilisez ce texte : {{subst:Avertissement débat d'admissibilité\|8 Years of Blood, Sake, and Tears: The Best of Sum 41}}~~~~ |

Albums de Sum 41
Underclass Hero
(2007) All the Good Shit
(2009)
8 Years of Blood, Sake, and Tears: The Best of Sum 41 est la première compilation du groupe de rock canadien Sum 41. Elle est sortie le 26 novembre 2008 ( Japon). Elle n'est sortie qu'au Japon, regroupant tous les singles du groupe (sauf Some say et No reason) sur le CD. Sur le DVD, tous les clips du groupe sont aussi regroupés (sauf Some Say et Handle This).

## Liste des titres

### CD
1. Still Waiting (Extrait de Does This Look Infected?)
2. The Hell Song (Extrait de Does This Look Infected?)
3. Fat Lip (Extrait de All Killer No Filler)
4. We're All to Blame (Extrait de Chuck)
5. Walking Disaster (Extrait de Underclass Hero)
6. In Too Deep (Extrait de All Killer No Filler)
7. Pieces (Extrait de Chuck))
8. Underclass Hero (Extrait de Underclass Hero)
9. Motivation (Extrait de All Killer No Filler)
10. Makes No Difference (Version aLternative)
11. With Me (Extrait de Underclass Hero)
12. Handle This (Extrait de All Killer No Filler)
13. Over My Head (Better Off Dead) (Extrait de Does This Look Infected?)
14. Pain for Pleasure (Extrait de All Killer No Filler)
15. Always (Inédit)
16. The Hell Song (Live à The Orange Lounge, Toronto / Bonus track)
17. Motivation (Live à House Of Blues, Cleveland Ohio / Bonus track)

### DVD
(Clips Vidéo)
1. Fat Lip
2. Pain for Pleasure
3. Makes No Difference
4. In Too Deep
5. Motivation
6. The Hell Song
7. Over My Head (Better Off Dead)
8. Still Waiting
9. We're All to Blame
10. Pieces
11. Underclass Hero
12. Walking Disaster
13. With Me

## Personnel
- Deryck Whibley - guitare principale (titres 5, 8, 10, 11, 15), chanteur principal, guitare rythmique, clavier, piano (tous les titres)
- Cone McCaslin - basse, chanteur secondaire (tous les titres)
- Steve Jocz - batterie, chanteur secondaire (tous les titres)
- Dave Baksh - guitare principale, chanteur secondaire (tous les titres, sauf 5, 8, 10, 11, 15, 16, 17)

## Production and mixeur
- Titre 1, 2, 7, 13 produit par Greig Nori
- Titre 3, 6, 9, 12, 14 produit par Jerry Finn
- Titre 4 & 10 produit par Greig Nori & Deryck Whibley
- Titre 5, 8, 11, 15 produit par Deryck Whibley

- Titre 1, 7, 13 mixé par Andy Wallace
- Titre 2-4, 6, 9, 12, 14 mixé par Tom Lord-Alge
- Titre 5, 8, 11 mixé par Chris Lord-Alge
- Titre 10 mixé par Jerry Finn
- Titre 15 mixé par Deryck Whibley